# Хармид (Платон)
Хармид — сократический диалог Платона, посвященный теме софросюне (благоразумие). Текст представляет собой пересказ Сократом его беседы с Хармидом и Критием в 431 г. до н. э. Вначале в диалоге с Хармидом анализируются и отвергаются три определения софросюне, в соответствии с которыми она есть: благопристойность и спокойствие души; стыдливость души; делание своего. Затем в диалоге с Критием рассматриваются и подвергаются критике определения софросюне как самопознания и науки о себе, науки о науках и о невежестве, науки о благе и зле. Сократ приходит к выводу, что невозможна наука о науке, которая бы не базировалась на знаниях о предмете изучаемой науки, что придаёт софросюне характер чрезвычайно полезной, но практически недостижимой для человеческого познания науки наук. В конечном счёте диалог заходит в тупик, что заставляет Сократа признать, что следует более тщательно подходить к исследованию, а его собеседников — пожелать разделить с Сократом дальнейшие размышления на эту тему.

## Персонажи
- Сократ — афинский философ
- Хармид — сын Главкона, красивый юноша и прославленный своей умеренностью атлет
- Критий — дядя Хармида, наиболее жестокий и кровожадный из Тридцати тиранов. Его связь с Сократом и становится одним из главных обвинений, выдвинутых против него в Апологии. В этом диалоге рассматривается его отношение к умеренности.
- Херефонт — приятель Сократа, называемый «безумец»

## Основное содержание диалога
0. Вступление. Сократ повествует об обстоятельствах встречи и представлении ему Хармида (153a — 155е).
1. Сократ делает вид, что знает снадобье и заговор от головной боли, которая временами мучает Хармида. Сократ утверждает, что его заговор (который не что иное, как «верные речи») лечит не только голову, но всё тело, поскольку он лечит владеющую им душу (155е — 157 с).
2. Диалог с Хармидом. Критий хвалит Хармида за его софросюне (благоразумие или рассудительность), Сократ просит прояснить, что это такое. Хармид утверждает, что это — «умение всё делать, соблюдая порядок и не спеша» (159b), что позже также называют осторожностью и осмотрительностью. Сократ это определение не принимает, поскольку софросюне прекрасно, а мы ценим как прекрасное быстроту и лёгкость проявления своих способностей. Тогда Хармид предлагает видеть в софросюне «стыдливость и скромность» (160е). Сократ парирует, что стыдливость в нужде — не благо, тогда как софросюне — благо всегда. Тогда Хармид предлагает определять софросюне как «[умение] заниматься своим» (161b). Сократ показывает, что люди проявляют софросюне, занимаясь не только своими делами, делая из этого вывод, что это определение предложил «какой-нибудь дурачок», тем самым сознательно поддевая Крития, которого подозревал в авторстве этого определения.
2. Диалог с Критием. Критий, защищая определение софросюне как «занятие своим», предлагает различать «делать чужие дела» и «заниматься чужими делами», говоря, что только первое может делать благоразумный человек, занимаясь в то же время своим делом. Сократ приходит к выводу, что тогда софросюне — свершение хороших дел человеком, который далеко не всегда сознает себя обладающим софросюне. Тогда Критий предлагает определять софросюне как самопознание (164d) или науку о себе. Под вопросами Сократа Критий расширяет это определение: софросюне — наука о себе, наука о науках и о невежестве (166с, е). Сократ отмечает сомнительность такого видения софросюне, поскольку познание в большинстве своих форм направлено на нечто иное. По крайней мере, как наука о науках софросюне должно также включать в себя знание о предмете наук, в противном случае она не сможет по-настоящему оценивать эти науки. Но если это так, то софросюне оказывается весьма полезной, но вместе с тем чрезвычайно трудно осваиваемой. Кроме того, софросюне как сознательность не гарантирует счастья. Тогда Критий под влиянием Сократа определяет софросюне как науку о добре и зле (174b, c). Но Сократ говорит о том, что это — не софросюне, поскольку, она не несет непосредственной пользы, как например, не наука о медицине несет здоровье, но сама медицина. На этом исследование приходит в тупик и Сократ говорит, что причиной этого явилась чрезмерная поспешность и непоследовательность в предложении разных определений софросюне, перекладывая за эту вину с собеседников на себя.
3. Критий с Хармидом решают, что Сократ должен «заговаривать» Хармида сколько посчитает нужным. Сократ вынужден согласиться.

## Переводы на русский язык
- 1863 — «Хармид» в переводе В. Н. Карпова.
- 1899 — «Хармид» в переводе Вл. С. Соловьёва, М. С. Соловьёва и С. Н. Трубецкого.
- 1986 — «Хармид» в переводе С. Я. Шейнман-Топштейн.